# 條斑鬚胎䲁
條斑鬚胎䲁（學名：Cirrhibarbis capensis），為輻鰭魚綱䲁形目胎䲁科鬚胎䲁屬的一個種，分布於東南大西洋南非福爾斯灣到東倫敦海域，本魚身體細長且略微扁平，頭部輪廓呈直狀或略為凹陷，鼻子長而尖，頭上的毛孔清晰可見，嘴巴寬，嘴唇厚，頜略尖，下顎突出於上顎，上顎前部有一排3根小觸鬚，在基部相連，下巴有8根觸鬚，每隻眼睛後上部的末端各有一根突出的短掌狀觸手，上面有4到12條觸鬚，每個前鼻孔處各有一根大的匙形觸手，頂端有四個淺而扁平的裂片，背鰭較低，無脊，鰭刺向尾部逐漸增加，軟條略高於前鰭刺，每條背棘的頂端有一簇3到5條小觸毛，胸鰭呈圓形，體色多樣，但通常都是以紅色為底色，大理石棕色、綠色或黃色；背鰭基部下方通常有一排深色斑點，並且身體上可能有不規則的橫條或斑點，通常帶有白色或其他色調的斑點，腹部可能呈現淺色或深色，但顏色通常較均勻，臀鰭、腹鰭和胸鰭的尖端為紅色，虹膜呈淡紅色或黃色，背鰭硬棘37-44枚、背鰭軟條5-9枚、臀鰭硬棘2枚、臀鰭軟條26-34枚，體長可達36公分，棲息在岩石底質潮間帶潮池，雌魚產附著性卵，雄魚會守護卵，幼魚為浮游性，生活習性不明。